# Tubulicrinis thermometrus
Tubulicrinis thermometrus är en svampart som först beskrevs av Gordon Herriot Cunningham, och fick sitt nu gällande namn av Mads Peter Christiansen 1960. Tubulicrinis thermometrus ingår i släktet stiftskinn och familjen Tubulicrinaceae.   Inga underarter finns listade i Catalogue of Life.